# Львівський мотозавод

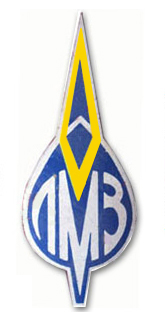
Одна із емблем Львівського мотозаводу (1970—1973 р.)

Львівський мотозавод — завод з виробництва велосипедів та мопедів у місті Львів.
Одне з найбільших підприємств в Радянському союзі по виробництву легкої мототехніки, припинив існування в 1998 році.

## Історія

###### Заснування заводу
До другої світової війни у Львові працював завод «Метал» (Lwowski zakład Metal), який спеціалізувався на виробництві металовиробів простої сільгосптехніки, возів, автопричепів. Деякий час після війни, завод продовжував випуск подібної продукції.
Наприкінці 1940-х років, на його базі був заснований Львівський велосипедний завод ЛВЗ. Виробничою базою нового підприємства стало обладнання, перевезене з Харківського велосипедного заводу, а також верстати з велосипедних заводів, вивезених з Німеччини як військові репарації. Першою масовою продукцією нового підприємства в 1950-х роках були чоловічий велосипед В-14, та жіночі моделі В-22, В-25, створені за німецькими зразками.

###### Початок виробництва мототехніки

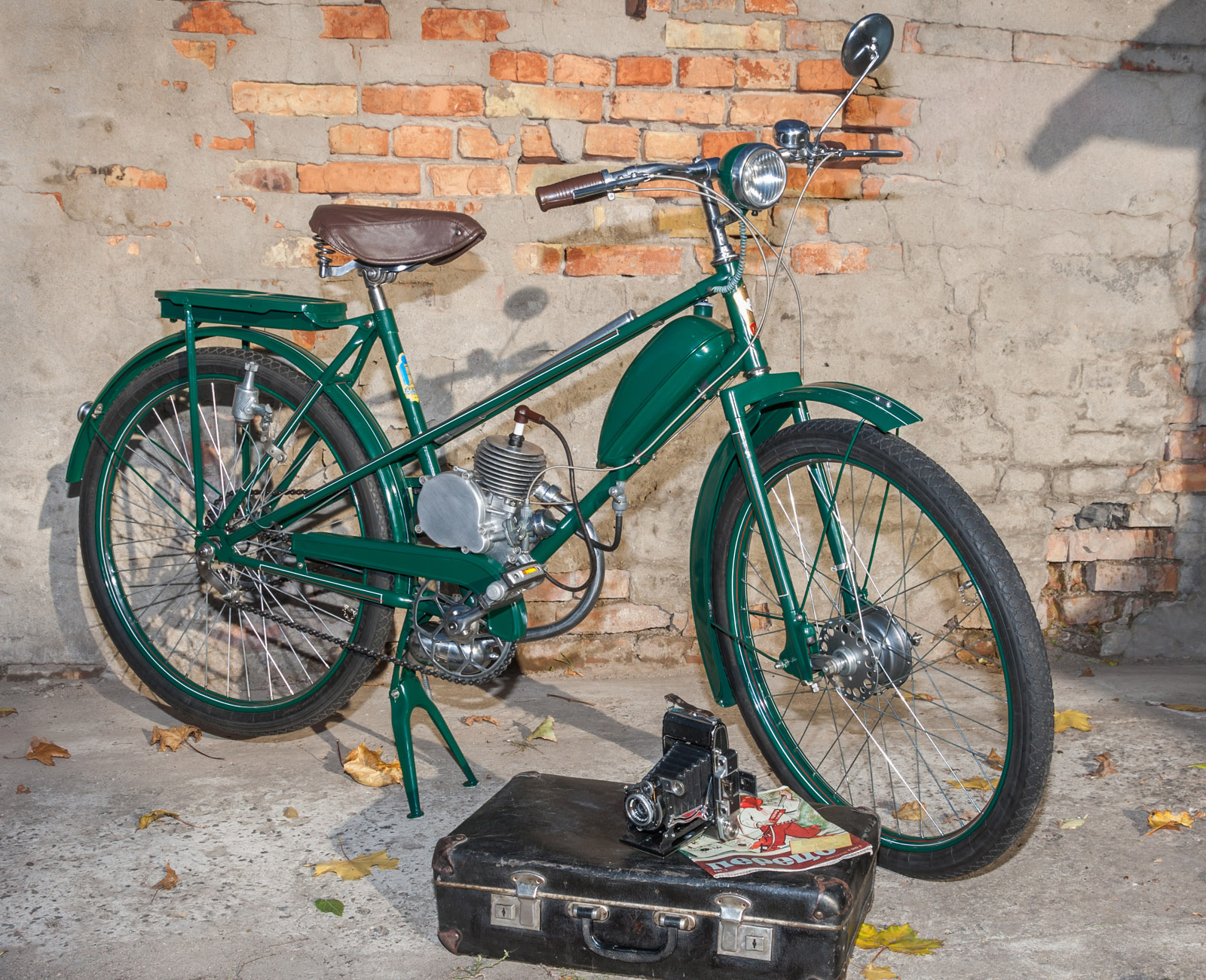
Перший мотовелосипед Львівського велозаводу В-902 з двигуном Д-4 об'ємом 45 куб. см., серійний випуск розпочато в 1958 році

Для удосконалення технологій і розробки нової продукції, на заводі було створено конструкторське бюро. В кінці 1950-х років конструкторами Львівського велозаводу спільно з ЦКТБ велобудування Харківського велозаводу і ЦКБ мотоциклобудування був розроблений мотовелосипед В-902. Це була перша легка мототехніка (поряд з мотовелосипедом ХВЗ В-901), що почала вироблятись в СРСР.
У 1958 році завод розпочав серійний випуск мотовелосипедів В-902 з велосипедним двигуном Д-4 об'ємом 45 куб. см. Це був важливий переломний етап в історії заводу, який поклав початок масового виробництва мопедів в Радянському Союзі. На початку 1960-х років, завод було перепрофільовано на випуск тільки мототехніки.
Короткий перехідний період, Львівський велосипедний називався (орієнтовно 1960 рік) «Львівський завод Метал». У 1961 році він отримав нову назву «ЛЗМ — Львівський завод мотовелосипедів».
З 1962 року було розпочато виробництво нового екстравагантного мотовелосипеда МВ-042 «Львів'янка» з двигуном Д-5, а згодом ще ряд легких одношвидкісних мопедів МВ-044, МВ-045, МВ-047 «Тиса». У 1967 році на зміну їм прийшов повноцінний мопед МП-043 з двохшвидкісним двигуном, який став основою для створення серії популярних мопедів «Верховина». В період 1969-70 років, підприємство отримало нову назву — «Львівський мотозавод».
У 1977 році на базі моделі «Верховина-5» було розпочато виробництво першого міні мотоцикла (так його спочатку називали) або мокіка (мопеда без педалей) «Верховина-6». З 1982 по 1992 роки, на мотозаводі виробляли мокіки «Карпати» зі зміненим, більш сучасним дизайном. Моделі «Карпати» і «Карпати-2» були останньою мототехнікою, що вироблялась Львівським мотозаводом.
У 1978 році завод випустив двохмільйонний мопед, а спочатку 1980-х виробництво сягнуло свого максимуму — близько 300 000 машин в рік. У 1990 році Львівський мотозавод випустив 132 934 мопедів. Очевидно, що досягнення такої великої кількості продукції, йшло на шкоду якості виготовлення мопедів, і двигунів. Значною проблемою було забезпечення споживачів запчастинами, їх просто не встигали виготовляти, відсутні були і повноцінні сервісні центри по ремонту мопедів.
До початок 1991 року завод був основним постачальником мокіків, дитячих і підліткових велосипедів на ринок СРСР.

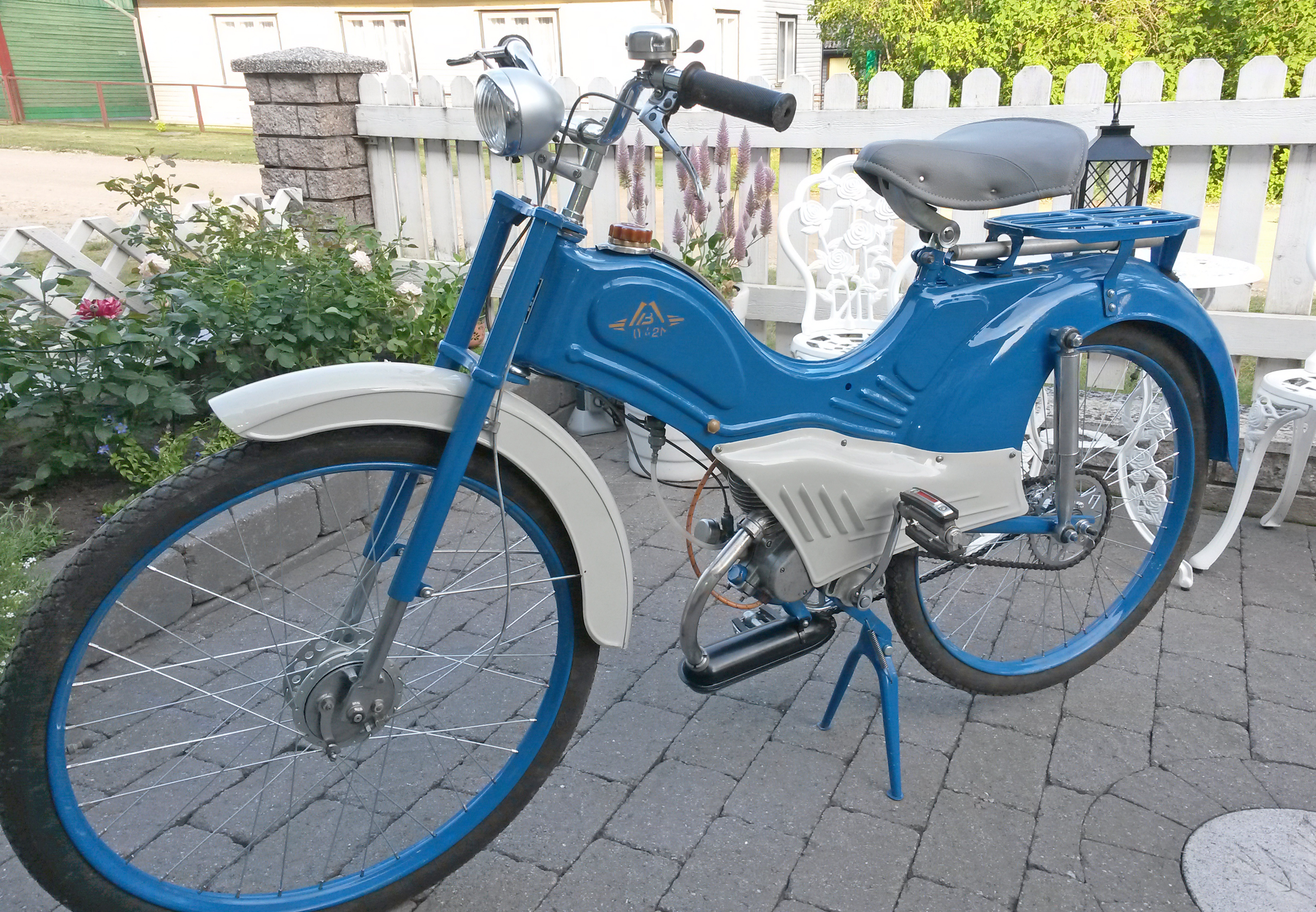
Mотовелосипед МВ-042М «Львів'янка»

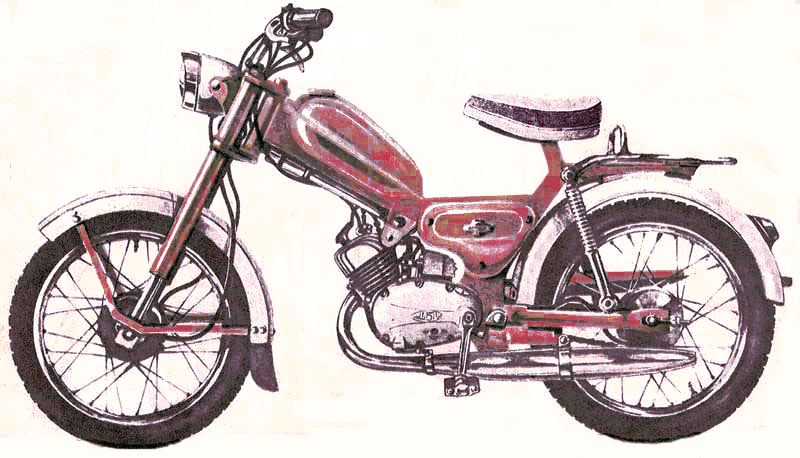
Мопед МП-048 «Верховина-3» (1970—1973 р.), що поклав початок серії популярних моделей «Верховина»

###### Припинення виробництва
У 1991 році радянська держава розпалася. Планова, екстенсивна економіка СРСР, яка неминуче призвела до розвалу «імперії», визначила майбутнє багатьох підприємств мотопромисловості і в колишніх республіках. Низька якість (особливо в останні роки СРСР) і слабка конкурентоспроможність продукції, позначилися на подальшій перспективі Львівського мотозаводу.
Наприкінці 1990-х років, були спроби освоїти виробництво нового мокіка «Львів» (підготовлена ще в радянський час модель, фактично — та ж «карпатівська» ходова частина з деякими змінами) оснащеного більш надійним польським двигуном Dezamet. Але, через загальні економічні труднощі і зміни кон'юнктури ринку, серійне виробництво цієї моделей вже було нераціональним.
У період 1997—1998 років завод повністю припинив виробництво мопедів, така ж доля склалася і у Ризького мотозаводу «Са́ркана Зва́йгзне». Епоха львівських мопедів закінчилась.

## Продукція заводу

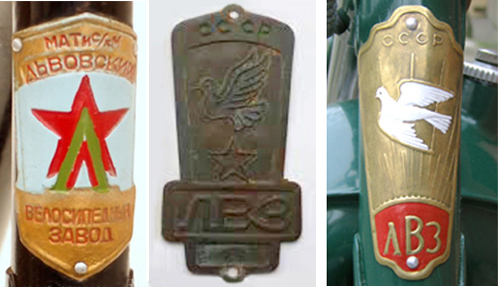
Перші емблеми велосипедів Львівського велозаводу. Від часу заснування і до 1951 року, ЛВЗ входив до складу міністерства автотракторного та сільськогосподарського машинобудування Союзу РСР (емблема ліворуч)

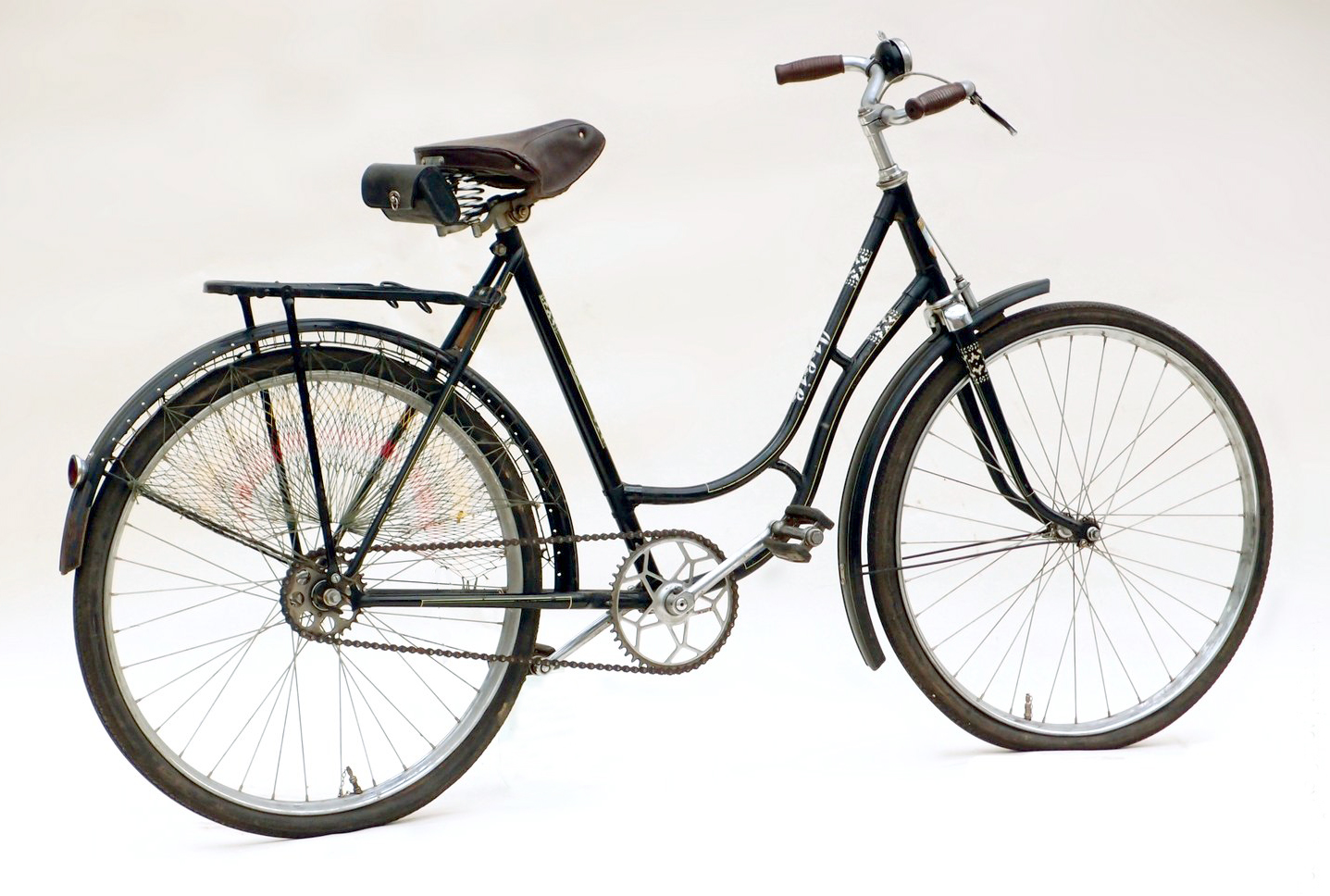
Велосипед В-22 «Львів» виробництва Львівського велозаводу, 1955 рік

Перші моделі велосипедів позначалися за прийнятим загальносоюзним стандартом, буквою «В» та наступними цифрами, згодом власними назвами «Зайка», «Тиса». Мотовелосипеди і мопеди літерними індексами «МВ, МП, ЛМЗ» з додатковими цифрами. Крім того ряд мопедів позначали власними іменами пов'язаними з територіальними ознаками західного регіону України. Наприклад, мотовелосипеди отримали ім'я «Львів'янка», «Тиса», мопеди «Верховина» та «Карпати».
На заводі не виробляли мотори, всі моделі мопедів оснащувалися двигунами виробництва Ленінградського заводу КО, Ковровського ЗиД та Шяуляйського мотозаводу.
Тип та хронологія виробництва серійної мототехніки Львівського мотозаводу
Мотовелосипеди, легкі мопеди (одношвидкісні):
- Мотовелосипед В-902 (1958—1962 р.)
- Мотовелосипед МВ-042 «Львів'янка» (1962—1965 р.)
- Мотовелосипед МВ-042М «Львів'янка» (1965—1966 р.)
- Мотовелосипед МВ-044 (1966—1967 р.)
- Легкий мопед МП-045 (1968—1969 р.)
- Легкий мопед МП-047 «Тиса» (1969—1970 р.)

Мопеди, мокіки (двохшвидкісні):
- Мопед МП-043 (1967—1968 р.)
- Мопед МП-046 (1968—1970 р.)
- Мопед МП-048 «Верховина-3» (1970—1973 р.)
- Мопед ЛМЗ-2.152 «Верховина-4» (1972—1974 р.)
- Мопед ЛМЗ-2.153 «Верховина-5» (1974—1977 р.)
- Мокік ЛМЗ-2.158 «Верховина-6» (1977—1981 р.)
- Мокік ЛМЗ-2.159 «Верховина-7» (1981—1982 р.)
- Мокік ЛМЗ-2.160 «Карпати» (1982—1986 р.)
- Мокік ЛМЗ-2.161 «Карпати-2» (1986—1992 р.)

## Цікаві факти
- Завод не мав одного постійного товарного знаку (логотипу), за роки існування підприємства вони мінялися частіше, ніж назви заводу.
- Цікавий факт пов'язаний з декоративними елементами деяких мопедів. На мотовелосипедах В-902 перших випусків, деколь на рамі із зображенням вежі Львівської ратуші, була виконана в синьо-жовтих кольорах. Ймовірно, художник свідомо використав кольори українського національного прапора, при цьому ризикуючи своєю свободою. Ця символіка, і навіть просто поєднання синього і жовтого кольору були негласно заборонені в СРСР. Пізніше така деколь була вже в жовто-помаранчевій гамі.
- На початку 1970-х років на передньому крилі мопеда «Верховина-3», деякий час, наносилася деколь з абревіатурою «ЛМЗ», в якій також поєднувалися синій і жовтий колір.